# Николай Николаев (футболист, р. 1997)
Николай Стефанова Николаев (роден на 19 март 1997 г.) е български футболист, който играе на поста десен бек. Състезател на Хебър.

## Кариера
На 22 юли 2019 г. Николаев е обявен за ново попълнение на пловдивския Локомотив. Прави своя дебют на 4 август 2019 при равенството 1:1 като домакин на Лудогорец.

### Берое
На 2 юни 2022 г. Николай подписва с Берое. Дебютира на 11 юли при победата с 2:1 като домакин на Ботев (Враца).

## Успехи
Локомотив (Пловдив)
- Купа на България (1): 2020
- Суперкупа на България (1): 2020